# Enån

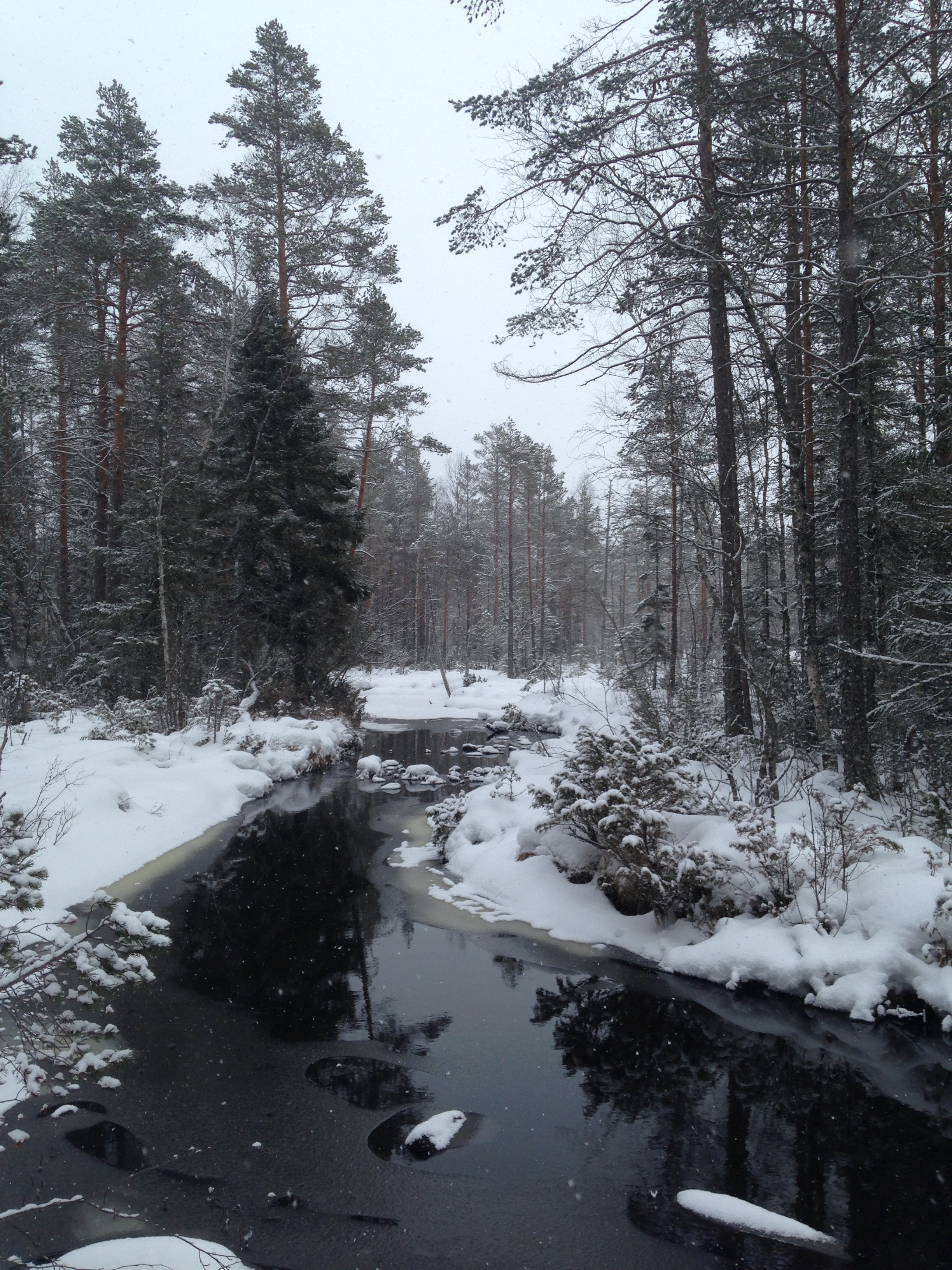
Enån vintertid vid Skinnarängets naturreservat.

Enån, även förr kallad Digerbergsån, är ett vattendrag beläget på Siljansringen i nordöstra Dalarna inom Orsa kommun och har en totallängd på 23 kilometer. Ån är en del av Dalälvens huvudavrinningsområde och börjar vid Ässtjärnen (388 m ö.h.) och flyter sedan sydväst, tills den mynnar ut i Orsasjön vid Lindänget i Orsa. Vid provfiske har bland annat elritsa, öring, stensimpa och vimma fångats i ån. Abborre och gädda förekommer även vid Enåns utlopp i Orsasjön.